# Festival REC 2024
Festival REC 2024 fue la novena edición del festival musical en Concepción, Chile, el cual se llevó a cabo en el Parque Bicentenario de Concepción y el Teatro Biobío los días 23 y 24 de marzo de 2024.

## Historia
El 27 de diciembre de 2023, la organización confirmó la realización de la novena edición del festival.
La primera jornada reunió a 150 mil espectadores, mientras que la segunda, 100 mil espectadores, reuniendo un total de 250 mil espectadores. Se convirtió en la edición más exitosa hasta en ese entonces.
Entre los 43 espectáculos presentados, un 42% de los artistas en escena fueron mujeres.

## Lineup

### Lineup diario
El escenario Entel funcionó entre 14:00 y 22:10, el escenario Escudo entre 14:45 y 20:35, el escenario Vans entre 13:00 y 20:20, mientras que el Teatro Biobío entre 12:30 y 19:00.
| Sábado 23 de marzo | Sábado 23 de marzo | Sábado 23 de marzo   | Sábado 23 de marzo            |
| Escenario Entel    | Escenario Escudo   | Escenario Vans       | Teatro Biobío                 |
| ------------------ | ------------------ | -------------------- | ----------------------------- |
| Los Bunkers        | Usted Señálemelo   | A.N.I.M.A.L          | Niños del Cerro               |
| Fother Muckers     | Rama               | The Polvos!          | Canarito & Surcos             |
| NC                 | Larrea Trip        | Santos Dumont        | The Slow Voyage               |
| Dënver             | Javiera Electra    | Maysa Lozano         | Hierra                        |
| Mondongo           |                    | Delavieja. La Cumbia | Big Band Concepción           |
|                    |                    | La Georgie Boy       | Respect, mujeres en concierto |
|                    |                    | Red Bull Batalla     |                               |

| Domingo 24 de marzo             | Domingo 24 de marzo | Domingo 24 de marzo | Domingo 24 de marzo |
| Escenario Entel                 | Escenario Escudo    | Escenario Vans      | Teatro Biobío       |
| ------------------------------- | ------------------- | ------------------- | ------------------- |
| Él Mató a un Policía Motorizado | UB40                | Valentina Colvin    | Pascuala Ilabaca    |
| Cami                            | Gondwana            | Easykid             | Despejado           |
| Congreso                        | Masquemusica        | Pagano              | Giyil               |
| Charly Benavente                | Leo Saavedra        | La Mano Ajena       | Caleuchístico       |
| Yakuza 3000                     |                     | La Julia Smith      | El Barco Volador    |
|                                 |                     | Cianuro             |                     |
|                                 |                     | Elektra             |                     |